# Jag svär vid mina ögon
Jag svär vid mina ögon, originaltitel: It's a Wonderful World, är en amerikansk film från 1939 i regi av W.S. Van Dyke.

## Handling
Privatdetektiven Guy Johnson anlitas av miljonären Willie Heyward för att fria honom från mordmisstankar. Istället arresteras Johnson som medskyldig. Han rymmer från tågtransporten till Sing Sing och kidnappar poeten Edwina Corday för hennes bils skull. Hon bestämmer sig för att hjälpa Johnson i jakten på den skyldige.

## Rollista
- Claudette Colbert – Edwina Corday
- James Stewart – Guy Johnson
- Guy Kibbee – Streeter
- Nat Pendleton – Koretz
- Frances Drake – Vivian
- Edgar Kennedy – Miller
- Ernest Truex – Willie Heyward
- Richard Carle – Willoughby
- Cecilia Callejo – Dolores
- Sidney Blackmer – Al Mallon
- Andy Clyde – Gimpy